# Jane Eyre (película de 1943)
Jane Eyre es una película estadounidense de 1943 basada en la novela homónima de Charlotte Brontë nombre, y producida por 20th Century Fox. Estuvo dirigida por Robert Stevenson y producida por William Goetz, Kenneth Macgowan, y Orson Welles (no acreditado). El guion fue por John Houseman, Aldous Huxley, Henry Koster, y Robert Stevenson, de la novela. La música fue de Bernard Herrmann y la fotografía de George Barnes.
La película contó con la actuación de Orson Welles, Joan Fontaine, Margaret O'Brien, Peggy Ann Garner, Sara Allgood, Henry Daniell, Agnes Moorehead, John Sutton; y, sin acreditar, Betta St. John y Elizabeth Taylor.

## Argumento
Después de una infancia dura, la huérfana Jane Eyre es contratada por Edward Rochester, el melancólico dueño de una misteriosa casa para cuidar a su pequeña hija.

## Reparto
- Peggy Ann Garner - Jane Eyre (niña)
- Joan Fontaine - Jane Eyre (adulta)
- Orson Welles - Edward Rochester
- Margaret O'Brien - Adele Varens
- Elizabeth Taylor (sin acreditar) - Helen Burns
- Edith Barrett - Srta. Alice Fairfax
- Agnes Moorehead -	Srta. Reed
- Sara Allgood - Bessie
- John Sutton - Dr. Rivers
- Henry Daniell - Henry Brocklehurst
- Hillary Brooke - Blanche Ingram
- Barbara Everest - Lady Ingram
- John Abbott - Mason
- Aubrey Mather - Coronel Dent
- Erskine Sanford - Sr. Briggs
- Ivan F. Simpson - Sacerdote
- Ethel Griffies - Grace Poole

## Doblaje
| Personaje           | Actor de voz (España) 1946 | Actor de voz (España) 1972 | Actor de voz (México) ¿?      |
| ------------------- | -------------------------- | -------------------------- | ----------------------------- |
| Jane Eyre (niña)    |                            | Selica Torcal              | María Antonieta de las Nieves |
| Jane Eyre (adulta)  | Mercedes Mireya            | Selica Torcal              | Maruja Sen                    |
| Edward Rochester    |                            | Claudio Rodríguez          | Sergio de Bustamante          |
| Adela Varens        |                            | Ángela González            | María Antonieta de las Nieves |
| Srta. Alice Fairfax |                            | Delia Luna                 | Rosario Muñóz Ledo            |
| Srta. Reed          |                            | Matilde Conesa             | Carmen Donna-Dío              |
| Bessie              |                            | Pilar Calvo                | Carlota Solares               |
| Henry Brocklehurst  |                            | Félix Acaso                | Eduardo Alcaraz               |
| Blanche Ingram      |                            | María Luisa Rubio          | Alma Nuri                     |
| Dr. Rivers          |                            | Jesús Nieto                | Jorge Sánchez Fogarty         |
| Coronel Dent        |                            | Pedro Sempson              | Humberto Valdepeña            |
| Lady Ingram         |                            |                            |                               |
| Helen Burns         |                            |                            | Sofía Álvarez                 |
| Grace Poole         |                            |                            | Gloria Rocha                  |
| Sr. Briggs          |                            | Manuel Torremocha          | Salvador Nájar                |
| Sacerdote           |                            | Manuel de Juan             |                               |
| Mason               |                            | Simón Ramírez              |                               |
| Mayordomo           |                            | José Moratalla             | José María Iglesias           |
| Cochero             |                            | José Casín                 | Humberto Valdepeña            |
| Sra. en hospicio    |                            |                            | Nelly Salvar                  |
| Sra. en fiesta      |                            |                            | Yolanda Mérida                |
| Sr. en fiesta       |                            |                            | Miguel Ángel Sanromán         |

- Doblaje de 1946, dirigido por Irene Guerrero de Luna y grabado en los estudios Fono España - Hugo Donarelli de Madrid para su estreno el 14 de octubre de 1946. [Doblaje actualmente desaparecido]
- Doblaje de 1972, grabado en los estudios Cinearte de Madrid para su pase por TVE el 18 de enero de 1973. [Incluido en el DVD.]
- Doblaje mexicano realizado en los estudios CINSA.